# Lakéria (Larissa)
Lakéria (en grec moderne : Λακέρεια) est un ancien dème situé dans la périphérie de Thessalie en Grèce. Depuis 2010, il fait partie du dème d'Agiá.
Selon le recensement de 2011, la population du dème compte 1 481 habitants.